# Lindera montana
Lindera montana är en lagerväxtart som beskrevs av Henry Nicholas Ridley. Lindera montana ingår i släktet Lindera och familjen lagerväxter. Inga underarter finns listade i Catalogue of Life.